# Puente Pumarejo
Puente Pumarejo ist eine Brücke über den Río Magdalena in Barranquilla und Sitionuevo, Kolumbien, die seit dem 20. Dezember 2019 die Stadt mit dem Osten des Landes verbindet.
Sie ersetzt die alte Brücke Puente Laureano Gómez, die diese Aufgabe zwischen 1974 und 2019 erfüllte, aber bei der man sich aus Kostengründen für eine Brücke mit nur 16 m Durchfahrtshöhe entschieden hatte, was aber schon bald als Hindernis für die Schifffahrt auf dem Río Magdalena kritisiert wurde. Auch wurden die zwei Fahrspuren dem gestiegenen Verkehr nicht mehr gerecht. Da die Brücke sich inzwischen dem Ende ihrer voraussichtlichen Lebensdauer näherte, entschied man sich 2006 für den deutlich größeren Neubau.

## Beschreibung
Der Neubau, wenige Meter südlich der bisherigen Brücke, wurde 2012 begonnen und bis Mitte Dezember 2019 fertiggestellt. Diesmal wurde die Brücke Puente Alberto Pumarejo, nach dem ehemaligen regionalen Politiker Alberto Mario Pumarejo Vengoechea benannt. Das Bauwerk mit 2250 m ist die längste Straßenbrücke Kolumbiens. Mit ihren fast 990 m langen Zufahrten hat sie eine Länge von insgesamt 3237 m. Es ist eine Schrägseilbrücke mit einer Spannweite von 380 m und einer Breite von 38,10 m, aufgeteilt in sechs Fahrspuren und seitlichen Radwegen. Die in der Mittelachse angeordneten Schrägseile sind an zwei ebenfalls in der Mittelachse stehenden Pylonstielen befestigt. Die Durchfahrtshöhe von 45 m wird die Passage von Handysize-Frachtern erlauben, sobald Teile der alten Brücke abgerissen sind.
Mit dem Projekt wird die zentrale Durchfahrt von Schiffen bis zu 15.000 Tonnen auf 45 m vergrößert, was die Hafenkapazität für den Handel erhöhen wird, sowie die Wettbewerbsfähigkeit des Landes verbessert. Darüber hinaus wird die Einfahrt von Schiffen mit größeren Abmessungen zu den Binnenhäfen über den Fluss Magdalena in der Metropolregion von Barranquilla ermöglicht.
Nach der Einweihung des Neubaus wurde die alte Brücke für den Verkehr stillgelegt. Dabei wird diskutiert, ob sie ganz abgerissen wird oder als Touristenattraktion zum Teil stehenbleibt.